# Enriqueta Rodon i Asencio
Enriqueta Rodon i Asencio, religiosa amb el nom de Teresa (Barcelona, 26 de febrer de 1863 — Madrid, 28 de desembre de 1903) fou una religiosa catalana, fundadora de la congregació de Terciàries Franciscanes de la Mare de Déu del Bon Consell.

## Biografia
Enriqueta Rodon va néixer el 26 de febrer de 1863, i inscrita com a filla de pares desconeguts; la seva mare Manuela Asencio i Villarropal era una mestra casada i separada, i el seu pare, Pere Rodón i Gallissà, un diputat casat i amb cinc filles. Els seus pares no la van reconèixer, però es van mantenir prop seu, tot i que va créixer en un orfenat. En 1875, el 8 de juliol, la seva mare l'obliga a casar-se amb l'amant d'ella mateixa, Ignasi Agell i Comia de 25 anys naural de Badalona, per evitar un nou escàndol. Enriqueta s'hi resigna, però el 1877 fuig i va trobar refugi en un internat de les adoratrius, on va trobar la seva vocació religiosa. L'any següent, el març de 1878 va presentar una demanda de nul·litat del matrimoni al tribunal diocesà.
Fins al 1883 viu amb les adoratrius i va començar a pensar en la fundació d'una congregació que atengués la marginació de nenes i adolescents desemparades, especialment les filles de preses i menors que vivien a les presons. En 1892, troba Gabriela Quintana a Lecároz (Navarra), i intenta la fundació però no té èxit. Marxa a Madrid amb el mateix objectiu; finalment, en 1894, va a Astorga, on rep el suport del bisbe Vicente Alonso Salgado. El 14 de febrer de 1896, amb sis companyes hi forma la congregació de Franciscanes de la Mare de Déu del Bon Consell, d'espiritualitat franciscana, i canviant el seu nom pel de Maria Teresa de Jesús. Redacta les constitucions de l'institut, que seran aprovades en 1897.
Llavors, a més de la casa d'Astorga, atenen un internat de nenes a Madrid i un hospital a Llanes (Astúries). En 1890 fixa la seva residència a la casa de Madrid, on va morir als 41 anys, el 28 de desembre de 1903.

## Veneració
El seu procés de beatificació va començar en 1992 a Pozuelo de Alarcón (Madrid), on reposen les seves restes. Ha estat proclamada serventa de Déu per l'Església catòlica.